# Esequiel Barco
Esequiel Omar Barco (Villa Gobernador Gálvez, 29 de março de 1999) é um futebolista argentino que joga como meio-campista. Atualmente defende o Spartak Moscou.

## Carreira

### Independiente
Barco começou a jogar profissionalmente em 2016 pelo Independiente com apenas 17 anos. Atuando como meia central, já foi considerado um jogador bastante talentoso e visto como uma das grandes promessas do futebol argentino. Barco fez sua estreia em 28 de agosto de 2016, entrando como substituto no segundo tempo no lugar de Jesús Méndez na vitória por 1-0 fora de casa contra o Belgrano.Ele marcou seu primeiro gol como profissional em 11 de setembro, marcando o último gol em uma vitória contra Godoy Cruz em casa por 2-0.
Barco foi fundamental na conquista da Copa Sul-Americana de 2017, visto que, o Independiente calou o Maracanã no empate por 1 a 1 que garantiu ao Rei de Copas o bicampeonato da Copa Sul-Americana. Já que na primeira partida, em Buenos Aires, a equipe portenha venceu o Flamengo por 2 a 1. Os golos foram anotados por Lucas Paquetá para o Flamengo e Barco, de pênalti, para o Independiente, ambos no primeiro tempo.
Barco deixou o Independiente com 57 jogos e 5 golos.

### Atlanta United
Em 19 de janeiro de 2018, foi confirmada sua transferência ao Atlanta United por 15 milhões de dólares (R$ 48,1 milhões), se tornando a maior negociação da história da Major League Soccer. Barco fez sua estreia pelo Atlanta United em 15 de abril de 2018 em um empate por 2 a 2 contra o New York City FC, entrando como substituto aos 70 minutos de Kevin Kratz. Ele marcou seu primeiro gol pelo clube em 5 de maio de 2018 contra o Chicago Fire. Barco abriu o placar na vitória por 2-1.
Barco deixou o Atlanta, onde atuou em 105 partidas e marcou 18 gols em quatro temporadas. Ele esteve nas campanhas vitoriosas do Atlanta: MLS Cup 2018, Campeones Cup 2019 e U.S. Open Cup 2019.

### River Plate
O River Plate anunciou em 29 de janeiro de 2022 a contratação de Esequiel Barco por empréstimo de duas temporadas, com opção de compra de 50%, que poderá ser utilizada no final de 2022 ou no final de 2023. Barco fez sua estreia pelo River em jogo amigável contra o Vélez Sarsfield em 5 de fevereiro de 2022.

### Spartak Moscou
Em 25 de julho de 2024, Barco assinou um contrato de três anos com o Spartak Moscou, da Rússia.

## Estatísticas
Atualizado até 17 de dezembro de 2017

### Clubes
| Equipe            | Temporada         | Campeonato nacional | Campeonato nacional | Copa nacional | Copa nacional | Competições continentais | Competições continentais | Total | Total |
| Equipe            | Temporada         | Jogos               | Gols                | Jogos         | Gols          | Jogos                    | Gols                     | Jogos | Gols  |
| ----------------- | ----------------- | ------------------- | ------------------- | ------------- | ------------- | ------------------------ | ------------------------ | ----- | ----- |
| Independiente     | 2016–17           | 30                  | 4                   | 1             | 0             | 4                        | 0                        | 35    | 4     |
| Independiente     | 2017–18           | 8                   | 1                   | 2             | 0             | 12                       | 3                        | 22    | 4     |
| Atlanta United    | 2018              | 0                   | 0                   | 0             | 0             | 4                        | 0                        | 0     | 0     |
| Total na carreira | Total na carreira | 38                  | 5                   | 3             | 0             | 16                       | 3                        | 57    | 8     |

## Títulos
Independiente
- Copa Sul-Americana: 2017

Atlanta United
- MLS Cup: 2018
- Campeones Cup: 2019
- US Open Cup: 2019

River Plate
- Campeonato Argentino: 2023
- Trofeo de Campeones: 2023
- Supercopa Argentina: 2023

### Líder de assistências
- Copa da Liga Argentina de 2024: (6 assistências)

### Prêmios individuais
- 60 jovens promessas do futebol mundial de 2016 (The Guardian)[15]
- 17º melhor jovem do ano de 2017 (FourFourTwo)[16]